# Motorcykelklubb
En motorcykelklubb eller MC-klubb är i första hand en beteckning på en klubb för motorcykelåkare och andra motorcykelintresserade personer. En motorcykelklubb kan snarare ha fokus på motorcykelkulturen i sig eller snarare vara en träffpunkt där medlemmar umgås och träffar vänner, och även åker motorcykel.
En del MC-klubbar är inriktade på ett visst märke eller en viss typ av motorcykel.
Begreppet MC-klubb har också kommit att förknippas med de kriminella motorcykelklubbarna. Även dessa klubbars medlemmar åker motorcykel, ofta med en förkärlek för Harley-Davidson, men utmärker sig genom att en stor del av deras medlemmar bedriver organiserad brottslighet. Kända exempel på denna typ av motorcykelklubbar är Hells Angels och Bandidos. Totalt sett utgör denna form av motorcykelklubbar en liten andel av det totala antalet MC-klubbar, men får mycket större medial uppmärksamhet än de MC-klubbar där motorcyklarna står i centrum och som är en del av ett normalt föreningsliv och en fullt normal hobbyverksamhet. Denna mediala fokusering på de kriminella MC-klubbarna har lett till att även övriga MC-klubbar i allmänhetens ögon utan grund har kommit att betraktas som en suspekt verksamhet.
Mycket av motorcykelkulturen har ett ursprung i USA, så väl den rent motorcykelorienterade delen, som de kriminella MC-klubbarna.
MC-klubbar kallas ibland "MC-gäng", men detta är en beteckning som klubbmedlemmarna inte använder själva.

## I Sverige
De svenska motorcykelklubbarna är organiserade i Sveriges Motorcyklister.

## Exempel på MC-klubbar
- Bandidos
- GoldWing Club Sweden[1]
- Holy Riders MC
- Hells Angels
- Svenska Ducatiklubben
- Stubborn mc
- Keff mc Gotland
- No Choise mc Sthlm
- East coast Riders MC